# Намаленд
Намаленд се нарича бивш бантустан в Югозападна Африка (днешна Намибия), създаден през 1980 г. от проапартейдското правителство с цел управлението на местните жители от племето нама.
Площта на бантустана е 21 677 km2, а населението наброява около 35 000 души. Административен център е бил град Кетмансхоп.
Намаленд, подобно на останалите девет бантустана в Югозападна Африка, е закрит през май 1989 г. успоредно с обявяване на независимостта на Намбия.